# Parafia św. Franciszka Ksawerego w Kuźnicy Czarnkowskiej
Parafia pw. św. Franciszka Ksawerego w Kuźnicy Czarnkowskiej – rzymskokatolicka parafia należąca do dekanatu Trzcianka, diecezji koszalińsko-kołobrzeskiej, metropolii szczecińsko-kamieńskiej. Została utworzona 1 kwietnia 1932. Obsługiwana jest przez ojców Saletynów. Siedziba parafii mieści się we wsi Kuźnica Czarnkowska przy ulicy Kościelnej.

## Obiekty sakralne

### Kościół parafialny
- Kościół pw. św. Franciszka Ksawerego w Kuźnicy Czarnkowskiej został zbudowany w 1923, konsekrowany w 1931.

### Kościół filialny
- Kościół pw. Najświętszego Serca Pana Jezusa w Bukowcu